# Djimon Hounsou
Djimon Hounsou (* 24. dubna 1964 Cotonou, Dahome) je americko-francouzský filmový herec a model beninského původu nejznámější pro své vedlejší role v mnoha slavných hollywoodských filmech, jako například Hvězdná brána (1994), Gladiátor (2000), Ostrov (2005), Constantine (2005), Rychle a zběsile 7 (2015) či Tiché místo: Část II (2021). Objevil se také v Marvel Cinematic Universe coby Korath-Thak (také nazýván jako Korath Pronásledovatel) či v konkurenčím DC Extended Universe.
Byl dvakrát nominován na cenu Akademie v kategorii Nejlepší herec ve vedlejší roli za filmy In America (2002) a Krvavý diamant (2006). Za svůj výkon v historickém filmu Amistad (1997) byl navržen na Zlatého Glóba.
Jako režisér a scenárista debutoval roku 2018 biografickým dokumentárním filmem In Search of Voodoo: Roots to Heaven.

## Život

### Dětství a mládí
Djimon Hounsou se narodil roku 1964 v beninském největším městě Cotonou. Ve svých 12 letech s rodinou emigroval do francouzského Lyonu. Zanedlouho poté ovšem odešel ze školy a nějakou dobu byl bez domova. Život mu změnilo setkání s modním návrhářem Thierrym Muglerem, který jej podpořil v kariéře modela. V roce 1987 se Hounsou modelem skutečně stal a usadil se v Paříži. O tři roky později emigroval do Spojených států amerických, kde se začal věnovat herectví.

### Herecká kariéra
Nejprve hrál zejména ve videoklipech k písním interpretů jako Madonna, Paula Abdul či Janet Jackson. Objevil se také v epizodních rolích v seriálech Beverly Hills 90210, Pohotovost či Alias.
První významnější filmové role se Hounsou dočkal ve slavném sci-fi filmu Hvězdná brána (1994), ovšem mezinárodní uznání mu přineslo až historické drama Stevena Spielberga Amistad (1997). Za svůj výkon byl dokonce nominován na Zlatého Glóba. Další mimořádný úspěch znamenaly vedlejší role v oscarovém velkofilmu Gladiátor (2000) či romantickém dramatu In America (2002). Za poslední zmíněný film utržil svou první oscarovou nominaci.
V následujících letech se objevil v několika hollywoodských blockbusterech, včetně akčních filmů Lara Croft - Tomb Raider: Kolébka života (2003), Ostrov (2005) či Constantine (2005). Druhou nominaci na zlatou sošku získal za svůj výkon v dobrodružném dramatu Krvavý diamant (2006), kde se objevil po boku Leonarda DiCapria.
Za zmínku stojí i sportovní film Nikdy to nevzdávej (2008) či akční Push (2009), nicméně v druhé dekádě 21. století Djimonovi úspěch zajistily zejména role ve velmi populárních filmových franšízách. Ztvárnil kupříkladu Koratha Pronásledovatele ve filmech Strážci galaxie (2014), Captain Marvel (2019) a seriálu Co kdyby...?, které jsou součástí Marvel Cinematic Universe. Objevil se například i v Rychle a zběsile 7 (2015) či dobrodružném Kingsman: První mise (2021). Namluvil také jednu z postav v animovaném filmu Jak vycvičit draka 2 (2014) a objevil se ve fantasy Král Artuš: Legenda o meči (2017) Guye Ritchieho.
Hounsou se svou rolí ve filmu Aquaman (2018) připojil i do DC Extended Universe a později si zahrál ve filmech Shazam! (2019), Black Adam (2022) a Shazam! Hněv bohů (2023).
V první polovině dvacátých let 21. století ještě ztvárnil vedlejší role v úspěšném hororu Tiché místo: Část II (2021), sportovním filmu Gran Tourismo (2023) či sci-fi Rebel Moon: První část – Zrozená z ohně (2023).

### Osobní život
Mezi lety 2007 a 2015 byl herec ve vztahu s modelkou Kimorou Lee Simmons, s níž má syna Kenzo Lee Hounsou narozeného roku 2009. V roce 2008 partnerský pár v Hounsouově rodném Beninu podstoupil tradiční svatební ceremoniál, oficiálně ovšem nikdy svoji nebyli.
Djimon Hounsou je velvyslancem dobré vůle UNICEF a podílí se na několika humanitárních aktivitách, včetně poskytování pomoci uprchlíkům a podpory vzdělávání v rozvojových zemích.
Mezi jeho koníčky patří fitness, jóga a meditace. Plynně hovoří anglicky, francouzsky a portugalsky.
V roce 2007 bylo oznámeno, že se Djimon Hounsou má stát novou tváří reklam na spodní prádlo značky Calvin Klein.

## Filmografie

### Filmy
| Rok  | Název                                    | Role                    |
| ---- | ---------------------------------------- | ----------------------- |
| 1990 | Without You I'm Nothing                  | ex-přítel               |
| 1992 | Zhoubná vášeň                            | vezeň na lavici         |
| 1993 | Zabít Zoe                                | Moïse (hlas)            |
| 1994 | Hvězdná brána                            | Horus                   |
| 1997 | Ill Gotten Gains                         | Fyah                    |
| 1997 | Amistad                                  | Joseph Cinqué           |
| 1998 | Chobotnice                               | Vivo                    |
| 2000 | Gladiátor                                | Juba                    |
| 2002 | Blbec na krku                            | Detective Youssouf      |
| 2002 | Čtyři pírka: Zkouška cti                 | Abou Fatma              |
| 2003 | In America                               | Mateo                   |
| 2003 | Motorkáři                                | Motherland              |
| 2003 | Lara Croft: Tomb Raider – Kolébka života | Kosa                    |
| 2004 | Blueberry                                | Woodhead                |
| 2005 | Constantine                              | Papa Midnite            |
| 2005 | Salon krásy                              | Joe                     |
| 2005 | Ostrov                                   | Albert Laurent          |
| 2006 | Krvavý diamant                           | Solomon Vandy           |
| 2006 | Eragon                                   | Ajihad                  |
| 2008 | Nikdy to nevzdávej                       | Jean Roqua              |
| 2009 | Push                                     | Henry Carver            |
| 2010 | Bouře                                    | Caliban                 |
| 2011 | Bílý Elephant                            | Curtis Church           |
| 2011 | Speciální jednotka                       | Kovax                   |
| 2013 | Výdejna zavazadel                        | Quinton Jamison         |
| 2014 | Jak vycvičit draka 2                     | Drago Bludvist (voice)  |
| 2014 | Strážci galaxie                          | Korath the Pursuer      |
| 2014 | Sedmý syn                                | Radu                    |
| 2015 | Rychle a zběsile 7                       | Mose Jakande            |
| 2015 | The Vatican Tapes                        | vikář Imani             |
| 2015 | Povětří                                  | Cartwright              |
| 2016 | Legenda o Tarzanovi                      | náčelník Mbonga         |
| 2017 | Král Artuš: Legenda o meči               | Bedivere                |
| 2017 | Stejně tak jiný jako já                  | Denver                  |
| 2018 | Aquaman                                  | King Ricou (hlas)       |
| 2018 | In Search of Voodoo: Roots to Heaven     | vypravěč                |
| 2019 | Ticho před bouří                         | Duke                    |
| 2019 | Captain Marvel                           | Korath                  |
| 2019 | Shazam!                                  | Wizard                  |
| 2019 | Charlieho andílci                        | Edgar 'Bosley' Dessange |
| 2021 | Tiché místo: Část II                     | muž na ostrově          |
| 2021 | Kingsman: První mise                     | Shola                   |
| 2022 | Paws of Fury: The Legend of Hank         | Sumo (hlas)             |
| 2022 | Black Adam                               | Wizard                  |
| 2023 | Shazam! Hněv bohů                        | Wizard                  |
| 2023 | Gran Turismo                             | Steve Mardenborough     |
| 2023 | Rebel Moon: První část – Zrozená z ohně  | generál Titus           |
| 2024 | Rebel Moon: Druhá část – Jizvonoška      | generál Titus           |
| 2024 | Tiché místo: První den                   | muž na ostrově          |
| 2024 | Gladiátor II                             | Juba                    |

### Televize
| Rok       | Název                       | Role                            |
| --------- | --------------------------- | ------------------------------- |
| 1990      | Beverly Hills 90210         | Doorman                         |
| 1999      | Pohotovost                  | Mobalage Ikabo                  |
| 2000      | The Wild Thornberrys        | Villager (voice)                |
| 2001      | Soul Food                   | Victor Onuka                    |
| 2003–2004 | Alias                       | Kazari Bomani                   |
| 2010      | Black Panther               | T'Challa / Black Panther (hlas) |
| 2016      | Městečko Pines              | CJ Mitchum                      |
| 2018      | Jak vycvičit draky          | Drago Bludvist (hlas)           |
| 2019      | The Longest Day in Chang'an | Master Ge                       |
| 2021      | Invincible                  | Martian Emperor (hlas)          |
| 2021      | Co kdyby...?                | Korath (hlas)                   |